# Дієго-Рамірес
Дієго-Рамірес (ісп. Islas Diego Ramírez) — група невеликих острівів (загальна площа понад 1 км²) в протоці Дрейка приблизно за 100 км на південний-захід від мису Горн, простягнулися приблизно на 8 км з півночі на південь. Це — найпівденніша точка Чилі і Америки як частини світу. В архіпелазі можна виділити дві групи островів — малу північну і велику південну.

## Географія

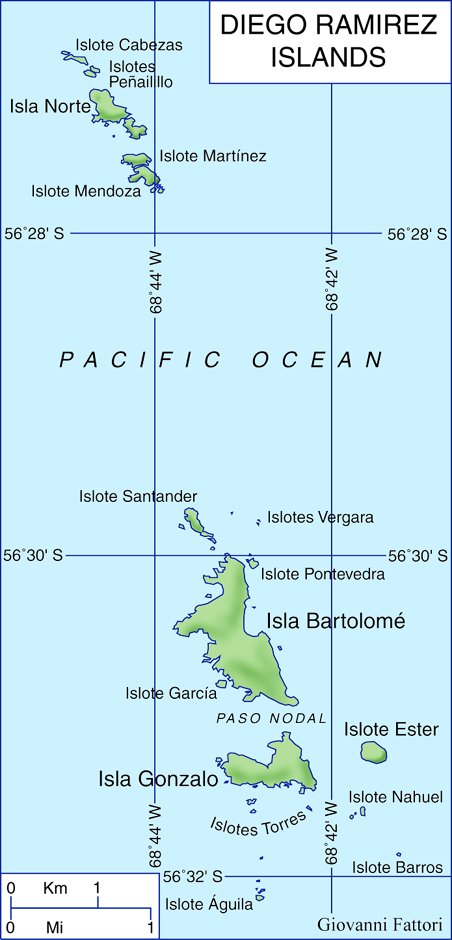
Архіпелаг Дієго-Рамірес

Найбільший острів архіпелагу — острів Бартоломе. Південніше розташований другий за величиною острів архіпелагу — Гонсало, на якому була заснована в 1951 році метеостанція. Саме південне місце — скелястий острівець Агіла.
Тваринний світ представлений великими гніздування полярних птахів — альбатросів, пінгвінів, буревісників. Хоча архіпелаг Дієго-Рамірес — найпівденніша точка Південної Америки і розташований близько до Антарктиді, більшу частину року тут позитивні температури, а сильні морози бувають рідко. Тому острова рясно вкриті травою.
Кораблі з антарктичних круїзів, що йдуть в Чилі або Ушуаю, часто проходять повз архіпелаг.

### Клімат
Клімат на островах — вітряний і дощовий. Середньомісячні температури коливаються від +3,2 °C (липень — серпень) до +7,5 °C (січень — лютий), в середньому +5,2 °C. Опадів випадає від 94 мм (жовтень) до 137 мм (березень), всього на рік — 1368 мм. Влітку опади випадають у вигляді дощів, взимку — у вигляді снігу, дощу або снігу з дощем.

## Історія
Острови були відкриті 12 лютого 1619 року братами Гарсія дель Нодаль і названі на честь Дієго Раміреса де Арельяно. Протягом 156 років, до відкриття архіпелагу Південні Сандвічеві острови в 1775 році, вважалися найпівденнішою достовірною територією Землі. Південніше «розташовувалася» лише Невідома Південна Земля, міфічна територія.

## Цікаві факти
Найбільші острови — Бартоломе і Гонсало — названі на честь першовідкривачів, братів Гарсія дель Нодаль, і ці острови розділяє протока Нодаль.

## Найпівденніша точка
Часто проходять суперечки про саме південне місце Америки. Їм є скелястий острівець Агіла, але багатьма географами Південні Сандвічеві острови відносять до Америки як до частини світу, хоча і географічно, і геологічно, і кліматично цей архіпелаг ближчий до Антарктики. У цьому випадку найпівденнішою точкою Америки є острів Туле.